# Thomas Lowe
Ngài Thomas Lowe (mất ngày 11 tháng 4 năm 1623) là một chính trị gia người Anh ngồi trong Hạ viện vào nhiều thời điểm khác nhau trong khoảng thời gian từ 1606 đến 1622. Ông là một uỷ viên hội đồng của Thành phố Luân Đôn và trở thành Thị trưởng thành phố Luân Đôn năm 1604.
Lowe là con trai của Simon Lowe của Bromley Kent và vợ Margaret Lacey, con gái của Christopher Lacey ở London. Ông là thành viên của Worshipful Company of Haberdashers. Năm 1594, ông là Chủ nhân của Công ty Haberdashers và trở thành uỷ viên hội đồng của Billingsgate năm 1594. Ông là Cảnh sát trưởng của Thành phố Luân Đôn năm 1595. Năm 1602, ông lại trở thành Master of the Haberdashers và được phong tước hiệp sĩ tại Whitehall vào ngày 26 tháng 7 năm 1603. Ông trở thành Thị trưởng thành phố Luân Đôn năm 1604. Ông lại là Master of the Haberdashers vào năm 1604 và trở thành thống đốc của Công ty Levant vào năm 1605 cho đến khi ông qua đời vào năm 1623.
Năm 1606, Lowe được bầu làm Nghị sĩ quốc hội cho Thành phố Luân Đôn cho đến năm 1611  Ông lại là Master of Haberdashers vào năm 1608 và năm 1609 trở thành uỷ viên hội đồng của quận Broad Street thay vì Billingsgate. Ông trở thành Chủ tịch Bệnh viện St Bartholomew năm 1610 và giữ vị trí này cho đến khi qua đời. Ông là Master of the Haberdashers một lần nữa vào năm 1612 và được bầu lại làm Nghị sĩ cho Thành phố Luân Đôn vào năm 1614 cho Quốc hội Addled. Năm 1615, ông lại trở thành Master of the Haberdashers và năm 1616 trở thành Đại tá của Trung đoàn huấn luyện Trung đoàn Đông cho đến khi ông qua đời. Ông là Master of the Haberdashers lần cuối cùng từ 1618 đến 1619, và năm 1621 được bầu lại làm nghị sĩ cho Thành phố Luân Đôn.
Lowe kết hôn với Ann Coulston, con gái của Gabriel Coulston ở London.